# 大西洋海戰 (1939年—1945年)
大西洋海战是第二次世界大战持续时间最长的战役，从1939年一直持续到1945年纳粹德国战败，是第二次世界大战海军历史的重要部分。战役主要包括同盟国海军对德国的封锁(1939年–45年)以及德国的反封锁。战役从1940年中期到1943年底达到顶峰。
大西洋海战中，纳粹德国海军的U型潜艇和其它战舰以及纳粹德国空军与英国皇家海军、加拿大皇家海军、美国海军以及同盟国商船队展开对抗。护航队主要来自美洲，前往英国和苏联，大部分船队受到英国和加拿大海军和空军的保护。从1941年9月13日开始，船队得到了美国船只和飞机的协助。1940年6月10日，意大利加入战争后，意大利皇家海军 潜艇加入战斗行列。
英国作为一个岛国，高度依赖进口。为了生存和战斗，英国每周需要超过一百万吨的进口物资。从本质上讲，大西洋海战涉及到一场吨位战争; 同盟国为供应英国而进行的斗争，以及轴心国试图阻止商船的流动，阻止英国继续战斗。英国的定量配给是为了减少需求和浪费，增加国内生产，实现分配平等。从1942年开始，轴心国还试图阻止盟军在英国集结物资和军队，为入侵欧洲做准备。击败U型潜艇的威胁是击败轴心国的先行条件。盟军取得了战略性胜利，但付出了巨大的代价: 3500艘商船和175艘战舰在大西洋沉没，德国海军损失了783艘U型潜艇和47艘德国水面战舰，其中包括4艘战列舰(俾斯麦号、沙恩霍斯特号、 格奈森瑙號和提尔皮茨号)、9艘巡洋舰、7艘袭击舰和27艘驱逐舰。这条战线对德国的战争努力意义重大: 德国在制造海军舰艇上的花费超过了包括坦克在内的所有地面车辆的总和。
大西洋海战被称为历史上“时间最长、规模最大、最复杂”的海战。这场战役于欧洲战争开始之后，即“假战”，一共持续了五年多，直到1945年5月德国投降。它涉及数以千计的船只在一个战区覆盖数百万平方英里的海洋。局势不断变化：参战国投降，加入战争，甚至变换阵营，双方发展新的武器、战术、反制措施和装备。盟军逐渐占据上风，在1942年底战胜了德国水面突袭机，并在1943年中击败了U型潜艇，而U型潜艇对盟军造成的损失一直持续到战争结束。英国首相温斯顿·丘吉尔后来写道: “在战争期间，唯一真正让我害怕的是U型潜艇的危险。我对这场战役的担忧甚至超过了名为‘不列顛戰役’的光荣空战的担忧。”

## 名称
1941年3月5日，英国第一海军大臣阿尔伯特·维克多·亚历山大要求英国议会“增派更多的船只和人员”参加“大西洋之战”，他把这场战役比作去年的法兰西之战。英国内阁“大西洋海战委员会”的第一次会议于3月19日开始。丘吉尔声称在亚历山大发表演讲前不久创造了“大西洋之战”（大西洋海战）这个短语，但也有几个早期使用的例子。

## 背景
在第一次世界大战期间德国使用无限制潜艇战后，各国试图限制或废除潜艇但最后失败。《伦敦海军条约》要求潜艇遵守“巡洋舰规则”，即要求潜艇浮出水面，进行搜索，并将船员安置在“安全的地方”(除非特殊情况下，救生艇不符合这一条件)，以及相关船只表现出“拒绝停止或抵制搜索”。这些条例并没有禁止武装商船，但商船报告与潜艇(或突袭者)的接触，使他们成为事实上的海军辅助部队，并且取消了巡洋舰规则的保护。
《凡尔赛条约》禁止德国使用U型潜艇，并将德国水面舰队缩减为几艘陈旧舰艇。当过时的船只中有三艘需要更换时，德国选择建造德国级装甲舰，外国海军给它们起名“袖珍级战舰”。这些船只被设计用于远洋通商破坏，作为突袭者搜寻独立航行的船只，并避免与优势部队作战。
1935年的英德海军协定允许希特勒废除凡尔赛条约，建造了一支相当于英国海军规模35%的海军舰队。四艘战列舰、两艘航空母舰、五艘重型巡洋舰、驱逐舰和U型潜艇的建造计划立即启动。希特勒认为与英国发生冲突的可能性很小，因此这支舰队主要用于破坏法国的航运，而不是夺取英国的制海权。纳粹德国海军U型潜艇的指挥官卡尔·邓尼茨认为与英国的战争不可避免，但不需要大型水面舰队，U型潜艇就可以打败英国。根据他的计算，一支由300艘中型VII級潜艇组成的舰队每月可以击沉100万吨的船只，一年之内可以击沉大约3000艘英国商船(1750万吨) ，足以扼杀英国经济。
在第一次世界大战中，U型潜艇被护航队击败，但是邓尼茨认为可以通过狼群戰術克服: 一条U型潜艇沿巡逻线搜索护航，当发现一艘敌舰时，所有的U型潜艇在夜间上浮一起发动攻击。飞机和声呐都被认为是对潜艇的严重威胁，但声呐无法探测到浮出水面的潜，飞机则无法在夜间作战。白天一艘警戒的U型潜艇可以在飞机攻击之前潜入。邓尼茨无法说服雷德尔相信他的想法，所以每次U型潜艇舰队扩大，雷德尔选择建立一个混合的海军舰队，包括中型和大型潜艇，以及布雷器和U型巡洋舰。在1938年，希特勒意识到要与英国开战于是发动了Z计划，计划中的239艘U型潜艇中只有少数是中型U型潜艇。

## 反潜作战
随着声呐的引入，英国海军认为有效消除了潜艇威胁。因此，驱逐舰和护航舰队的数量减少。虽然驱逐舰也配备了声呐，但预计声呐将用于舰队行动而不是反潜战，因此它们没有接受过广泛的使用训练。声呐试验通常在理想条件下进行，英国海军部未能意识到声呐的局限性：航程有限，只有在作业船的速度低于8节时才能很好地工作，受到恶劣天气的阻碍，需要非常熟练的操作员来区分温跃层、鲸鱼、鱼群和沉船的回声。此外，声呐早期版本无法探测船只下方，因此在深水炸弹攻击的最后阶段会与目标失去联系。基本设置可以检测距离和方位，但目标深度只能根据失去联系的距离进行估计。

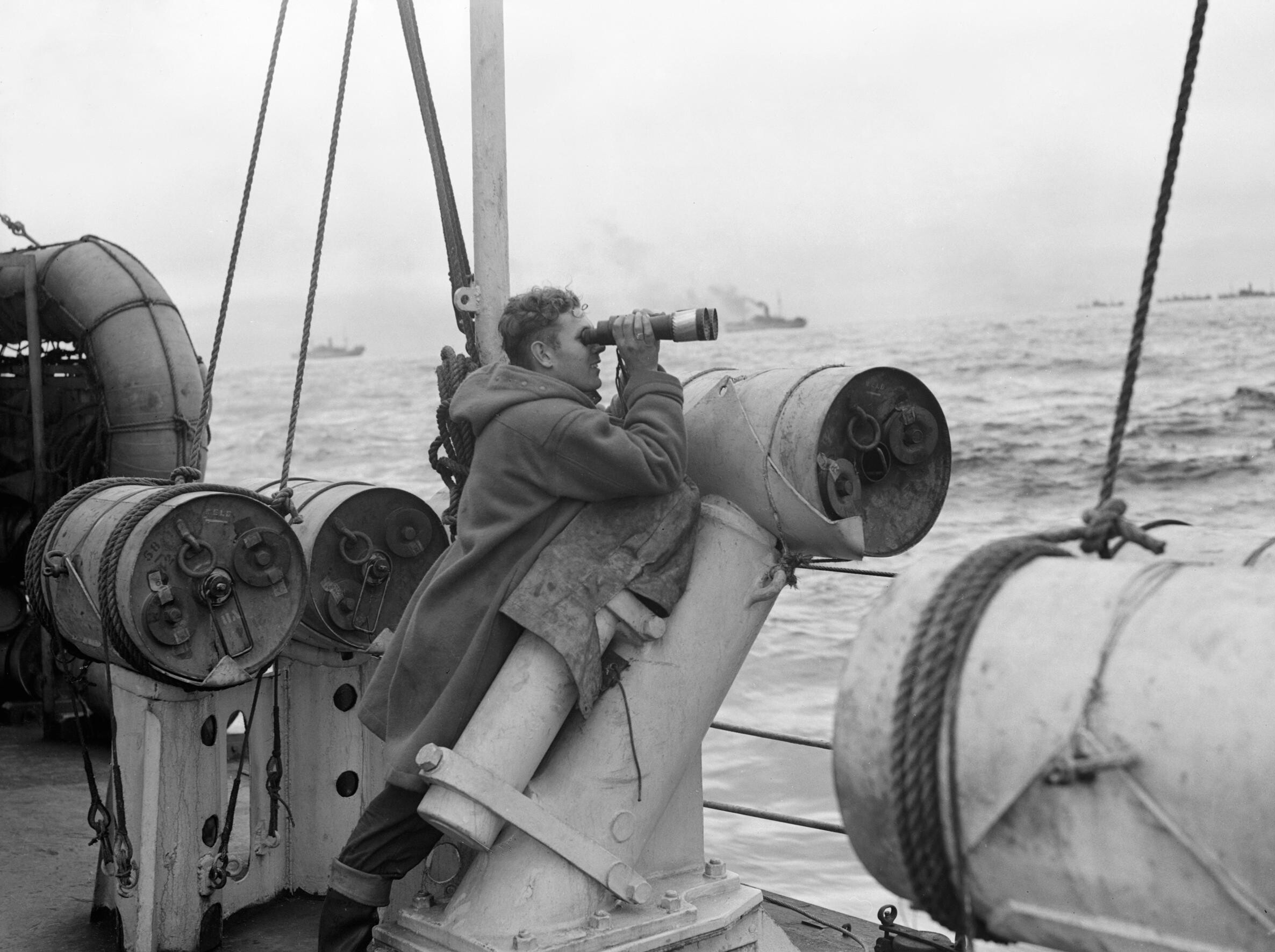
护卫队的瞭望员，将他的双筒望远镜放在深水炸弹投掷器上，深水炸弹被发射到护卫队的两侧

护航舰会将声呐光束从航向的一侧扫到另一侧，形成弧形，每隔几度就停止传感器发出信号。一旦发现潜艇，护航舰将以中等速度靠近，并提高攻击速度。其目的是越过潜艇，从船尾的斜槽滚动深水炸弹，同时投掷者向两侧发射更多炸弹，形成深水炸弹的模式。为了有效地使潜艇失效，深水炸弹必须在约6.1米内爆炸。由于早期的声呐设备在确定深度方面很差，因此通常会改变图案部分的深度设置。
1939年春，战争的威胁变得更加明显，人们意识到英国不能只依赖禁止无限制潜艇战的《伦敦海军条约》。自第一次世界大战以来，船队基础设施一直得到维护，并在20世纪30年代下旬进行了彻底和系统性的升级，但没有足够的护航队可供护航，并启动了树级拖网渔船、花级轻型护卫舰和亨特级驱逐舰的应急计划。速度太快或太慢的商船将配备自卫枪，以抵御水面潜艇的攻击，从而迫使攻击的U型潜艇耗尽鱼雷。然而，这使得这些船只不受巡洋舰规则的保护。
虽然准备不足，但1939年英国皇家海军服役军舰配备的声呐系统可能与世界上所有海军配备的声呐总和一样多。
飞机的作用也被忽视了，英国皇家空军组建了一个英国皇家空军海岸司令部来支援英国皇家海军，但飞机不足，没有远程飞机，机组人员也没有接受过反潜战训练。对付潜艇的唯一武器是数量有限的炸弹。在第一次世界大战中，水雷击沉的U型潜艇比任何武器都多。为保护航道，英国起草了在英吉利海峡和东海岸的雷区计划，并对德国驶向大西洋的U型潜艇航道进行了进攻性水雷拦截。

## 早期小规模冲突（1939年9月至1940年5月）
1939年，纳粹德国海军缺乏挑战英国皇家海军和法國國家海軍（海军陆战队）联合指挥海洋的力量。德国海军战略依赖于主力舰、武装商船、潜艇和飞机发动对英法商业的袭击。当1939年9月宣战时，许多德国军舰已经在海上，包括大多数可用的U型潜艇和8月份进入大西洋的德國號裝甲艦和施佩伯爵将军号装甲舰。这些船只立即袭击了英国和法国的船只。U-30号潜艇 (1936年)在宣战后数小时内击沉了远洋客轮SS Athenia，违反了不击沉客船的命令。在大西洋战役中占据主导地位的U型潜艇舰队在战争开始时规模很小；57艘可用的U型潜艇中有许多是小型短程II级潜艇，主要用于英国沿海水域布置水雷和作战。德国早期的大部分反航运活动涉及驱逐舰、飞机和U型潜艇在英国港口附近布雷。
随着战争的爆发，英国和法国立即开始封锁德国，虽然对德国工业几乎没有影响。英国皇家海军迅速开展保护贸易的护航系统，该系统逐渐从不列颠群岛扩展到巴拿马、孟买和新加坡。护航队允许英国皇家海军将护航队集中在U型潜艇保证能找到的地方——护航队附近。每支船队由30至70艘商船组成，其中大多数是非武装商船。
一些英国海军官员，特别是海军大臣温斯顿·丘吉尔，寻求“进攻性”战略。皇家海军组建了以航空母舰为基础的反潜狩猎小组，在西部航道巡逻，寻找德国U型潜艇。这一策略存在严重缺陷，因为U型潜艇的外形很小，很可能在被发现之前很久就发现水面战舰并潜入水中。航母几乎没有什么帮助，即使可以在水面上发现潜艇，他们也没有足够的武器来攻击他们，而且当水面战舰到达时，飞机发现的任何潜艇都早已消失。狩猎小组的策略在几天内就被证明是一场灾难。1939年9月14日，英国最现代化皇家方舟号航空母舰 (1937年)在U-39号潜艇 (1938年)的三枚鱼雷过早爆炸时险些沉没。U-39被迫浮出水面并被护航驱逐舰凿沉，成为战争中第一艘损失的U型潜艇。另一艘航母勇敢号三天后被U-29号潜艇 (1936年)击沉。
一个月后，U-47号潜艇 (1938年)的京特·普里恩渗透到斯卡帕湾的英国基地，并击沉了停泊的皇家橡樹號戰艦，他成为德国的英雄。
在南大西洋，英国军队因施佩海军上将的巡航而捉襟见肘，该巡航在战争的前三个月在南大西洋和印度洋击沉了9艘容积总吨为5万吨的商船。英国和法国组建了一系列狩猎小组，包括三艘战列巡洋舰、三艘航空母舰和15艘巡洋舰，以寻找在北大西洋作战的袭击者及其姊妹舰德国号。狩猎队没有成功，直到施佩海军上将在阿根廷和乌拉圭之间的河床口被一支劣势的英国军队抓获。在随后的行动中受损后，在中立的蒙得维的亚港避难，并于1939年12月17日被凿沉。
在战争爆发之后不久，大西洋海战平静了下来。U型潜艇舰队司令卡尔·邓尼茨上将计划在战争的第一个月进行最大限度的潜艇行动，几乎所有可用的U型潜艇都将在9月巡逻。这种部署水平无法持续；这些船只需要返回港口加油、重新武装、重新储存物资和改装。1939年至1940年的严冬，许多波罗的海港口结冰，几艘新的U型潜艇被困在冰中，严重阻碍了德国的进攻。希特勒在1940年春天入侵挪威和丹麦的计划导致舰队的水面战舰和大部分U型潜艇被撤出，用于威悉演习行动的舰队行动。
挪威战役暴露出U型潜艇鱼雷的严重缺陷：冲击手枪和磁性手枪（引爆机制）都有缺陷，鱼雷没有在适当的深度运行，经常低于目标。在38次以上的袭击中，只有一艘英国军舰被U型潜艇击沉。随着消息在U型潜艇舰队中传播，士气开始受到打击。由于盟军舰艇的退磁已经降低了磁性手枪的有效性，邓尼茨决定使用新的接触式手枪，这些手枪是从缴获的英国潜艇HMS Seal中发现的英国鱼雷中复制而来的。深度设置机制得到了改进，但直到1942年1月才发现并修复了该机制的最后一个缺陷，使鱼雷成为一种更可靠的武器。

## 英国局势
1940年4月德国占领挪威，5月和6月迅速征服荷兰和法国，6月意大利加入轴心国战争，从三个主要方面改变了海上战争，特别是大西洋海战：
- 英国失去了最大的盟友法国。1940年，法国海军是世界第四大海军。只有少数法国船只加入了自由法国军队法國解放軍与德国作战，后来也有几艘加拿大驱逐舰加入。英国皇家海军力量进一步扩大。意大利的宣战意味着英国必须加强地中海舰队，并在直布罗陀建立一个新的舰队，称为H部队（英语：Force H），以取代西地中海的法国舰队。

- U型潜艇直接进入大西洋。由于英吉利海峡相对较浅，到1940年中期，部分地区被雷区封锁，U型潜艇被命令不要过度纠缠，而是绕过不列颠群岛，到达最有利的地方狩猎船只。德国在法国布雷斯特、洛里昂和拉罗谢尔海运港（英语：La Pallice）（靠近拉罗谢尔）的基地。这大大改善了U型潜艇在大西洋的处境，使它们能够向更西边的护航队发起攻击，并让它们花更长的时间进行巡逻，使U型潜艇部队的有效规模翻了一番。德国后来在法国大西洋基地为U型潜艇建造了巨大的强化混凝土海军船坞（英语：Submarine pen），直到1944年中期高脚柜炸弹问世，这些围栏才不受盟军轰炸的影响。从7月初开始，U型潜艇在完成大西洋巡逻后返回新的法国基地，其中U-30号潜艇 (1936年)首次抵达洛里昂。

- 英国驱逐舰从大西洋改道。挪威战役和德国入侵荷兰和法国给英国皇家海军驱逐舰舰队带来了沉重的压力。许多较旧的驱逐舰在4月和5月从护航路线撤出，以支持挪威战役，然后改道英吉利海峡，以支持从敦刻尔克撤军。到1940年夏天，英国面临着严重的入侵威胁。许多驱逐舰停泊在英吉利海峡，准备击退德国的入侵。他们在德国空军的空袭下遭受了重创。在挪威战役中损失了7艘驱逐舰，在敦刻尔克战役中又损失了6艘，5月至7月期间在英吉利海峡和北海又损失了10艘，其中许多因缺乏足够的防空武器而遭到空袭，另有数十人受伤。

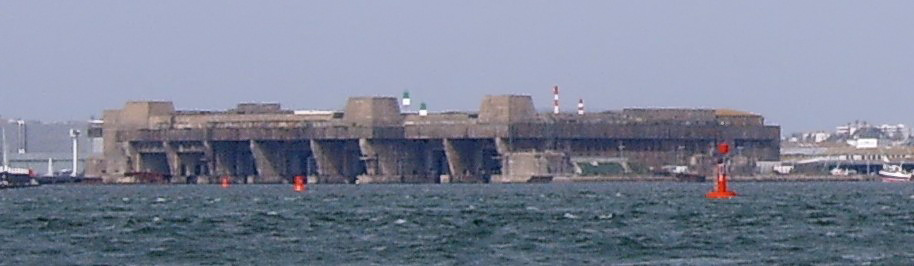
布列塔尼洛里昂的德国潜艇基地

西欧战役的结束意味着U型潜艇从大西洋撤出用于挪威战役，现在又回到对英国的贸易战争中。因此，就在大西洋巡逻的U型潜艇数量开始增加的时候，护航队的规模大大减少。挪威和荷兰等国的大型商船队被英国控制。德国占领丹麦和挪威后，英國入侵冰島和法罗群岛，并在那里建立了基地，阻止了德国的入侵。
正是在这种情况下，1940年5月10日成为英国首相的温斯顿·丘吉尔首次致函富兰克林·罗斯福总统，请求借用50艘过时的美国海军驱逐舰。最终签署“驱逐舰换基地协议”（实际上是一项出售，但被描述为出于政治原因的贷款），该协议以换取英国在纽芬兰、百慕大和西印度群岛的某些基地99年租约，这对美国来说是一项在经济上有利的交易，对英国来说在军事上有利，因为它有效地释放了英国的军事资产，使其能够返回欧洲。大多数美国人反对美国参战，一些美国政客（包括美国驻英国大使老约瑟夫·P·肯尼迪）认为英国及其盟友可能会失败。第一艘驱逐舰直到9月才被英国和加拿大船员接管，所有驱逐舰都需要重新武装并配备声呐。几个月后这些船只才为这场战役做出了贡献。

## “第一段美好時光”（1940年6月-1941年2月）

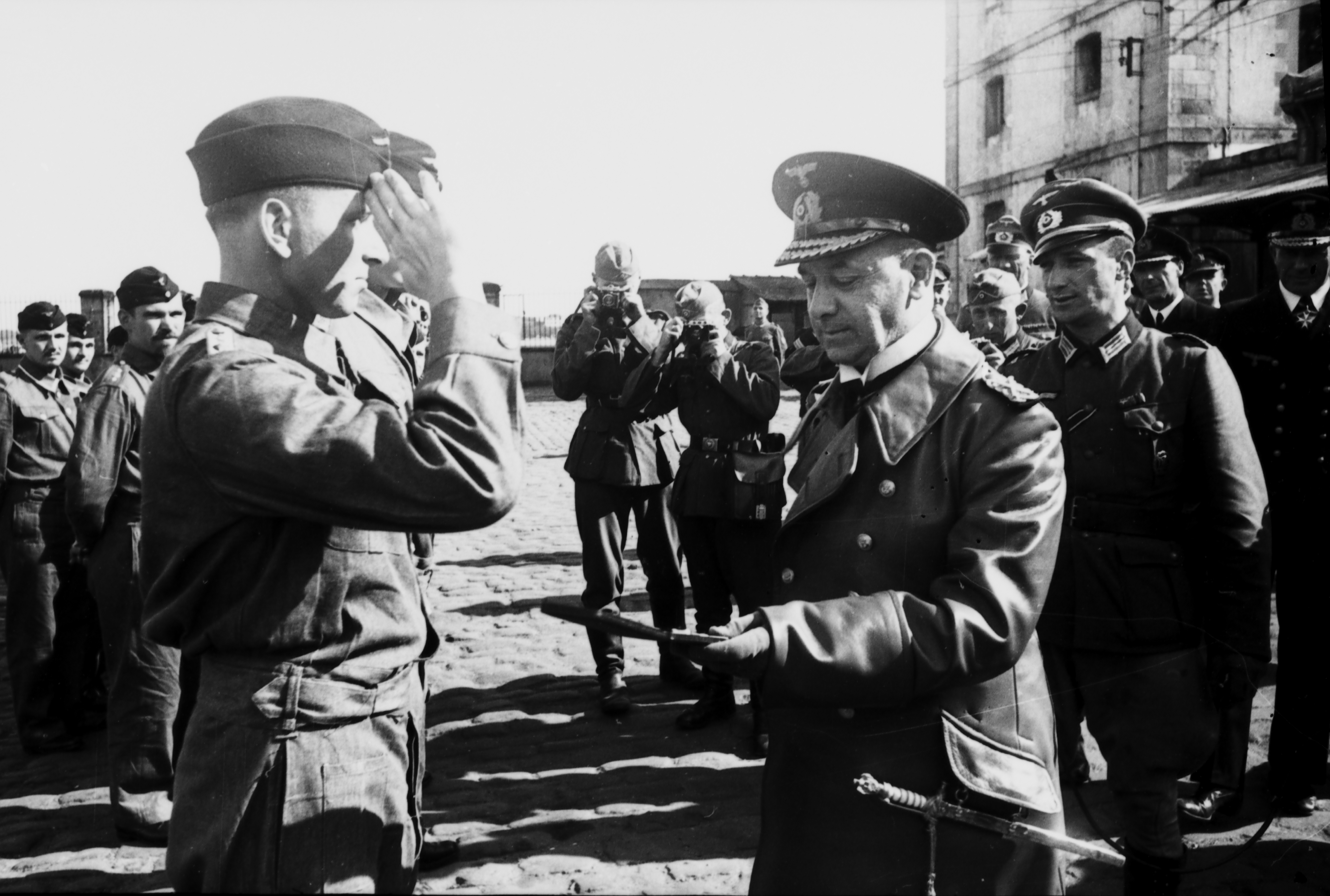
1940年8月，埃里希·雷德尔元帅与奥托·克雷奇默（左）

驻扎在法国基地的早期U型潜艇行动取得了惊人的成功。这是U型潜艇王牌的鼎盛时期，如U-47的京特·普赖恩、奧托·克雷奇默（U-99）、约阿希姆·舍普克（U-100）、恩格尔贝特·恩德拉斯（U-46）、维克托·奥恩（U-37）和海因里希·布莱希罗德（U-48）。U型潜艇船员在德国成为英雄。1940年6月至10月，270多艘盟军船只被击沉；这一时期被U型潜艇船员称为“欢乐时光”丘吉尔后来写道：“……战争期间唯一让我害怕的是U型潜艇的危险”。

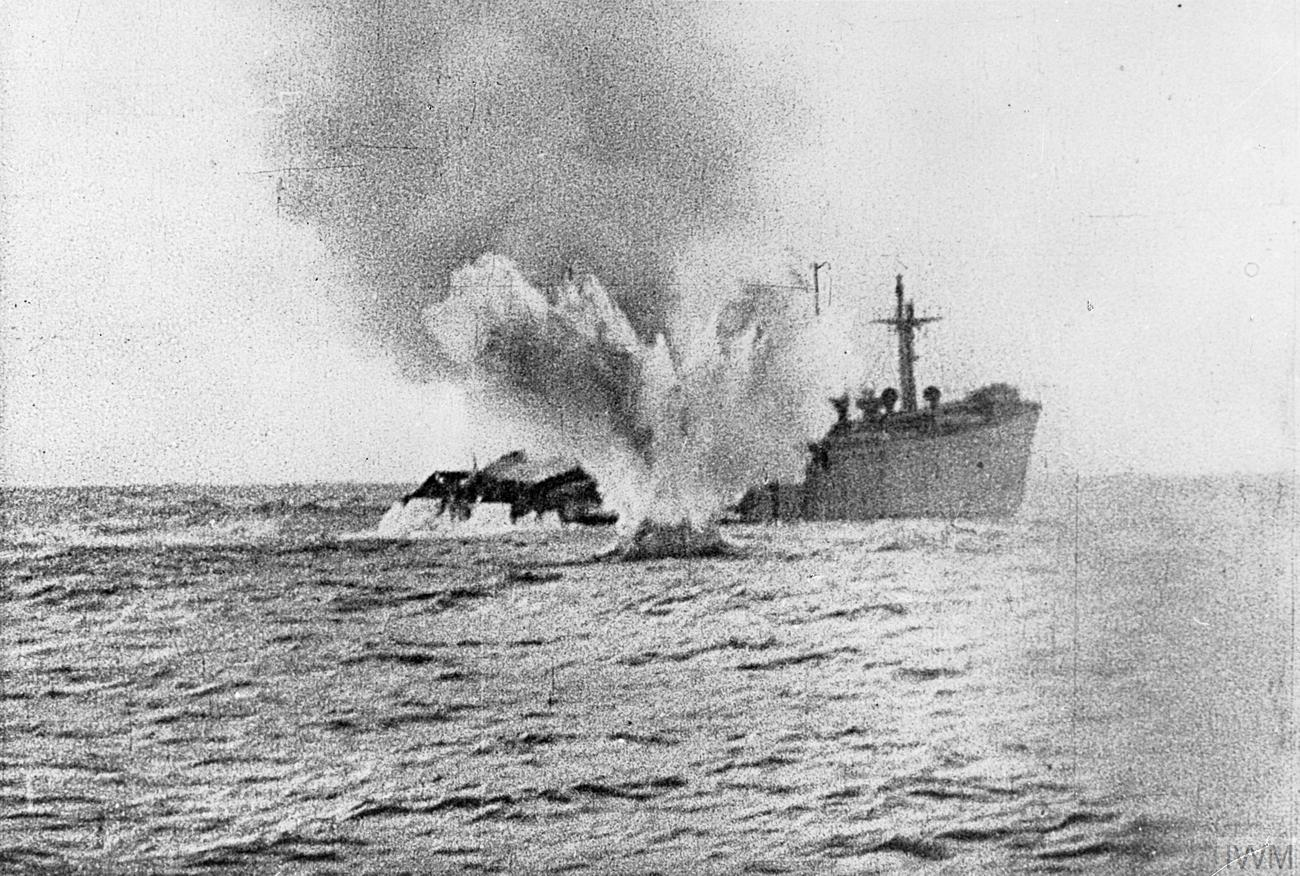
一艘U型潜艇炮击了一艘被鱼雷击沉后仍漂浮在水面上的商船

U型潜艇面临的最大挑战是在浩瀚的海洋中找到护航队。德国在波尔多和斯塔万格有几架非常远程的福克-沃尔夫Fw 200偵察機用于侦察。由于德国空军和德国海军之间的摩擦，车队目击的主要来源是U型潜艇本身。由于潜艇的舰桥离水很近，它们的视觉探测范围非常有限。
事实证明，最好的消息来源是B-Dienst的密码破译员，他们成功破译了英国海军密码，使德国能够预计何时何地会出现船队。
英国将运筹学应用于这个问题，并提出了一些反直觉的解决方案来保护船队。他们意识到，船队的面积随着其周长的平方而增加，这意味着使用相同数量护航的相同数量的船只在一个船队中比在两个船队中受到更好的保护。大型船队和小型船队一样难以定位。此外，频率的降低也降低了被发现的机会，因为携带相同数量货物的大型船队减少了，而大型船队的组装时间更长。因此，一些护送人数明显较少的大型船队比护送人数与商船人数比例较高的许多小型船队更安全。
U型潜艇不会单独攻击盟军船队，而是在无线电协调下以狼群（鲁德尔）的形式作战。这些船只分散成一条长长的巡逻线，将盟军船队的路线一分为二。一旦就位，机组人员通过双筒望远镜研究地平线，寻找桅杆或烟雾，或使用水听器捕捉螺旋桨噪音。当一艘船发现护航队时，它会向U型潜艇总部报告这一情况，根据需要进行跟踪并继续报告，直到其它船只到达，通常是在晚上。护航舰队不再面对单艘潜艇，而是不得不应对多达六艘U型潜艇同时攻击。护卫舰数量太少，往往缺乏耐力，无法应对夜间多艘潜艇对水面的攻击，因为它们的声呐只能很好地对抗水下目标。早期的英国海军雷达在公制波段工作，缺乏目标识别和距离。此外，护卫舰速度太慢，无法赶上浮出水面的U型潜艇。

## 伟大的水面掠夺者

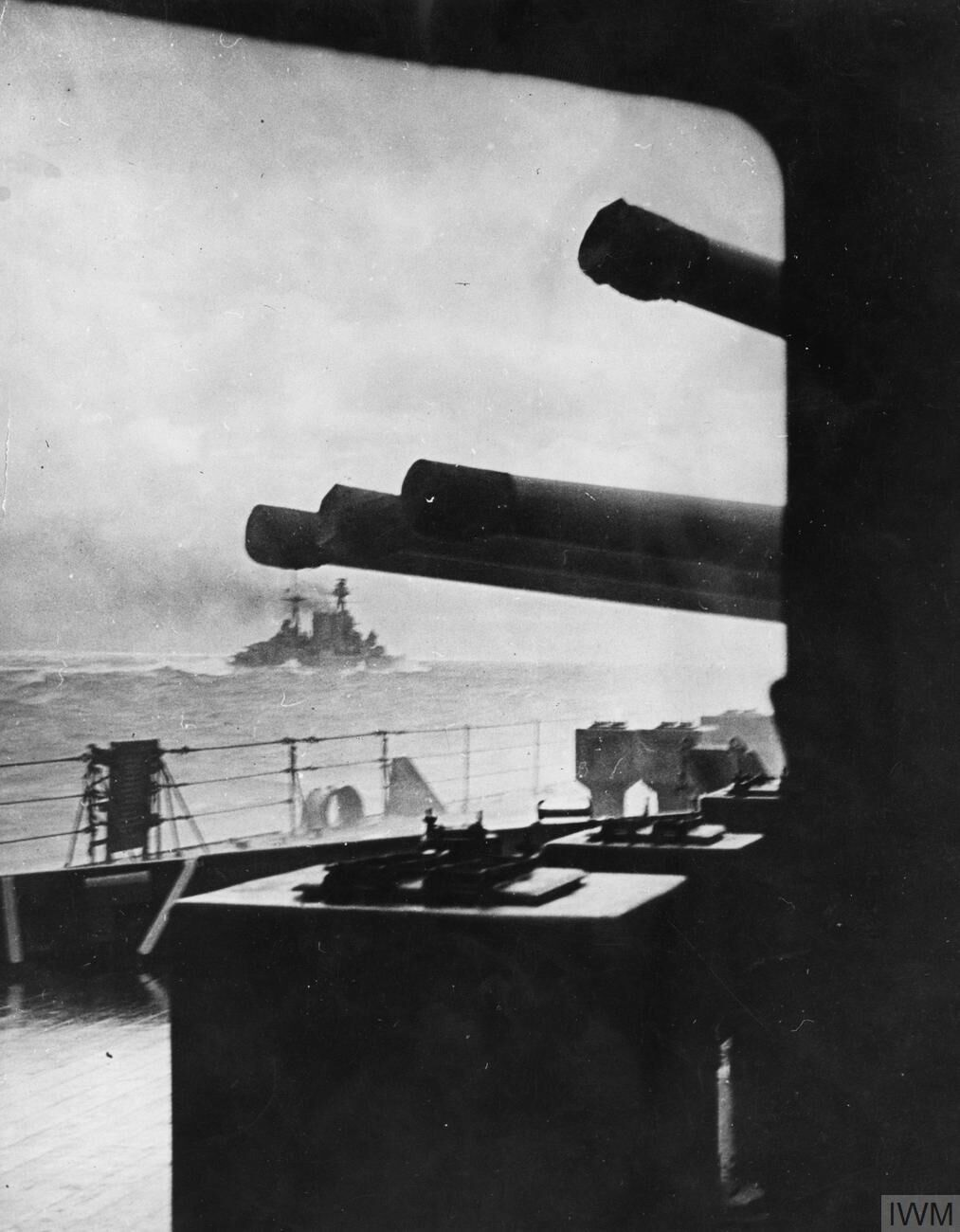
胡德号战列巡洋舰在1941年5月24日被德国战列舰俾斯麦号击沉前几分钟驶入战斗

虽然取得了成功，但U型潜艇仍未被视为北大西洋护航队的首要威胁。除了邓尼茨，双方大多数海军军官都认为水面战舰占重要地位。
1940年上旬，大西洋上没有德国水面舰队，因为德国舰队一直集中在入侵挪威。唯一的袖珍战列舰，在拉普拉塔河战役中被一个英国中队拦截。从1940年夏天开始，偽裝巡洋艦和武装商船从德国启航前往大西洋。
1940年11月5日，舍尔将军号装甲舰袭击了HX 84船隊，证明了袭击者对护航队的力量。随着护航队的分散，舍尔海军上将迅速击沉了五艘船，并损坏了其它几艘。只有护航的武装商船“杰维斯湾”号（其指挥官爱德华·费根被追授维多利亚十字勋章）的牺牲和光线不足，其它商船才得以逃脱。英国暂停了北大西洋护航队，本土舰队出海试图拦截舍尔上将号，但搜索失败，它消失在南大西洋，而第二个月它又再次出现在印度洋。

## 护航队（1941年3月至5月）

1941年商船（蓝色）和潜艇（红色）的损失

1940年10月灾难性的护航战役迫使英国改变战术。其中最重要的是采用常设护航小组，以改善船只和人员的协调和效率。随着旧的美国镇级驱逐舰和英国和加拿大新建造的花级轻型护卫舰大量投入使用，护卫舰的数量逐渐增加，对英国的努力起到了帮助作用。这些舰船中的许多成为加拿大皇家海军庞大扩张的一部分。加拿大皇家海军在战争爆发时只有少数几艘驱逐舰，但在护航任务中所占的份额越来越大。其他新的船只由自由法国人，挪威人和荷兰人组成，但这些只是总数的一小部分，直接由英国指挥。到1941年，美国公众舆论开始转向反对德国，但战争本质上仍然是英国和美国与德国的敌对。
最初，新的护航编队由两到三艘驱逐舰和六艘护卫舰组成。由于两三个小组通常会在码头修理或战斗损坏，这些小组通常有大约六艘船航行。护卫队的训练也随着战斗的真实情况变得明显而有所改善。在赫布里底群岛的托伯莫里建立了一个新的基地，为新的护卫舰及其船员做好准备，以适应海军中将吉尔伯特·斯蒂芬森严格的作战要求。
1941年2月，海军部将西部司令部总部从普利茅斯迁至利物浦，在那里可以与大西洋护航舰队进行更密切的接触和控制。与支援飞机的合作也得到加强。今年4月，海军部接管了海岸指挥部飞机的作战控制权。在战术上，新的短波雷达装置可以探测水面U型潜艇，并适用于小型船只和飞机开始到达1941年。
这些变化首先对1941年春天的战斗出现影响。三月初，U-47飞机没能从巡逻中返回。两周后，在HX112护航舰队的战斗中，新组建的由四艘驱逐舰和两艘护卫舰组成的第三护航集团击退了U型潜艇。U-100被范諾克號驅逐艦上的雷达探测到，随后被撞击沉没。不久之后，U-99也被抓获并击沉，其机组人员被俘。
邓尼茨将狼群向西移动，以便在反潜护航舰队加入之前赶上护航舰队。这一新战略在4月初得到了回报，当时在反潜护航舰队加入之前，狼群发现了SC26护航舰队。十艘船被击沉，但另一艘U型潜艇被击沉。

## 战场扩大（1941年6月-12月）

### 美国日益增长的活动

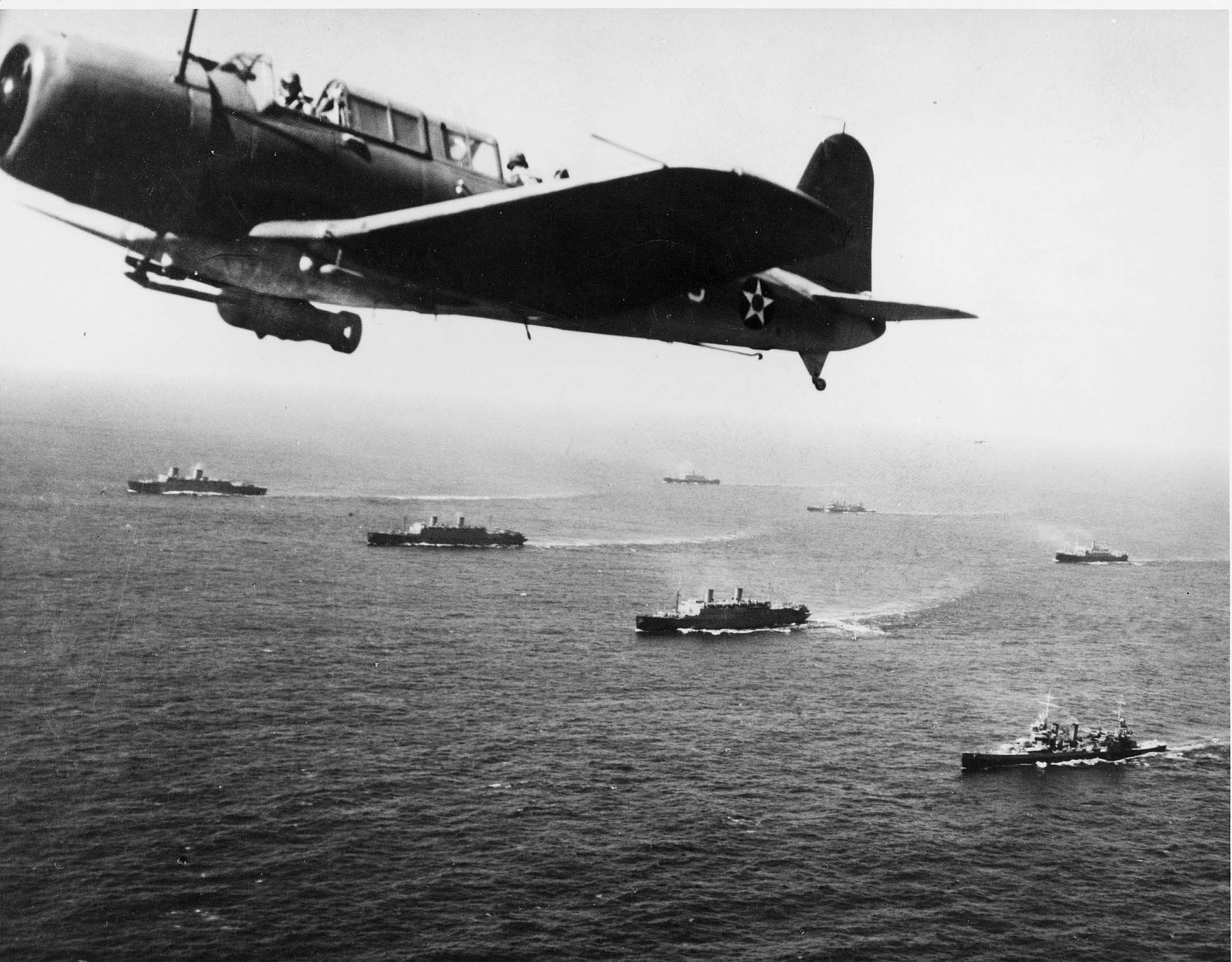
1941年11月27日，在前往开普敦的途中，一架SB2U侦察轰炸机在护航舰队 WS-12上空执行反潜巡逻任务。在美国正式加入战争之前，这个船队是由美国海军“中立巡逻队”护送的众多船队之一

1941年6月，英国决定为整个北大西洋海峡提供护航。为此，英国海军部于5月23日要求加拿大皇家海军承担保护西区护航舰队的责任，并在聖約翰斯建立护航舰队基地。1941年6月13日，加拿大皇家海军准将伦纳德·默里就任纽芬兰护航舰队准将，在利物浦西部总司令的全权指挥。六艘加拿大驱逐舰和17艘护卫舰，由皇家海军的七艘驱逐舰、三艘单桅帆船和五艘护卫舰增援，集结在部队中执行任务，护送护航舰队从加拿大港口到达纽芬兰，然后到达冰岛南部的一个会合点，在那里由英国护航舰队接管。
到1941年，即使美国名义上保持中立，但它的战争参与程度越来越高。1941年4月，罗斯福总统将泛美安全区向东延伸至冰岛。1940年丹麦被德国占领时，英军占领了冰岛; 美国提供军队来解救在岛上的英军。美国超级舰队开始护送盟军在西大西洋的护航船队一直到冰岛，并与U型潜艇有过几次敌对接触。
1941年6月，美国意识到热带大西洋对于没有护航的美国和英国船只来说已经变得危险。5月21日，一艘没有携带任何军事物资的美国军舰“罗宾摩尔号”在弗里敦以西1390公里处被 U-69号潜艇 (1940年)击沉。当沉船的消息传到美国时，几乎没有哪家航运公司感到安全。《时代》杂志在1941年6月指出，“如果此类沉船事件继续发生，前往远离战场的其他地方的美国船只将面临危险。从今以后，美国将不得不从海上召回其船只，或者强制执行其自由使用海洋的权利。
1941年12月美国宣战之后，英国、加拿大和美国的驱逐舰和护卫舰组建了一支中大西洋护航舰队。
与此同时，英国正致力于发展技术，以解决德国潜艇的优势。虽然是英国发明，但关键技术免费提供给美国，然后由美国重新命名并制造。同样，美国向英国提供了卡特琳娜号飞船和B-24轟炸機，它们对战争做出了重要贡献。

## 鼓声行动（1942年1月至6月）

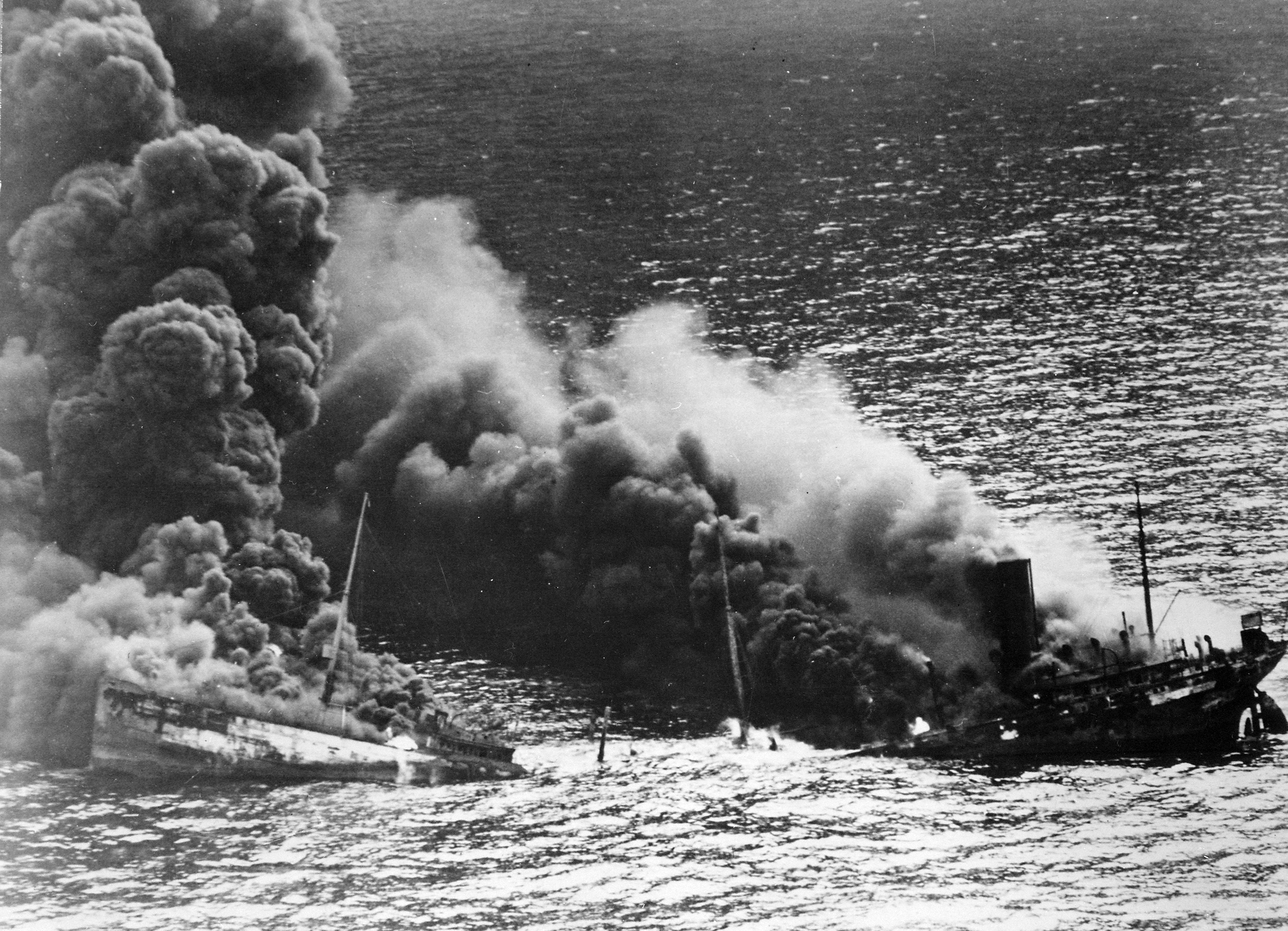
1942年，盟军油轮Dixie Arrow被U-71鱼雷击沉

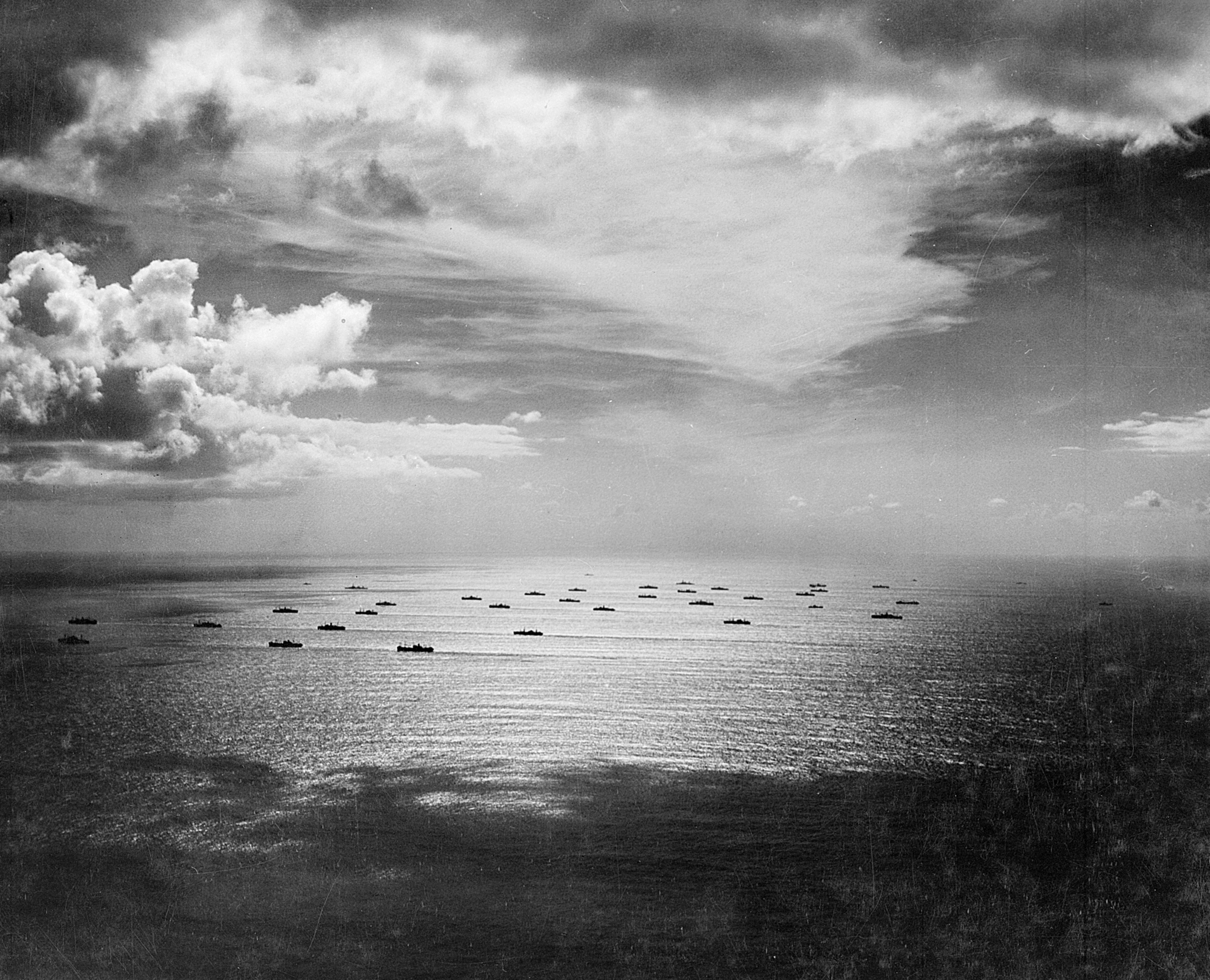
1942年11月，盟军船队向东穿越大西洋，前往卡萨布兰卡

珍珠港事件以及德国对美国宣战对这场战役产生了重要作用。邓尼茨立即计划袭击美国东岸的船只。他只有五艘IX級潛艇能够到达美国水域进行鼓声行动，这一阶段有时被德国称之为“第二段美好时光”。
美国没有在本土经历过现代海战，因此没有采取夜间停电措施。海军上将欧内斯特·金是美国海军的总司令，他不喜欢英国，最初拒绝了英国皇家海军关于沿海地区封锁或建立护航系统的要求。他因为这个决定而受到批评，但他的支持者认为美国驱逐舰舰队的数量有限(部分原因是战争早期美国向英国出售了50艘旧驱逐舰) ，他声称驱逐舰保护盟军部队运输远比商船重要。他的船只也忙于护送物资运到苏联，以及在太平洋与日军作战。金不能要求沿海停电，因为陆军对所有民防拥有权力，并且他也不会听从英国皇家海军(或加拿大皇家海军)的建议。即使没有运输机的损失，但是在美国水域航行的商船暴露在外，因此遭受了部分损失。英国最终不得不建造海岸护卫舰，并以“反向租借协议”的形式向美国提供护卫舰，因为金本人无法(或不愿)做出任何决定。
第一艘U型潜艇于1942年1月13日抵达美国海域。到2月6日撤退时，他们一共击沉了总重156,939吨的船只。1943年，美国启动了超过1100万吨的商船运输，这个数字在战争后期有所下降。
5月，美国海军终于凑齐了足够的船只来建立一支护航队。很快导致七艘U型潜艇被击沉。美国没有足够的船只来填补所有的空缺。加勒比海战役期间，U型潜艇继续在墨西哥湾自由活动(在那里他们导致几个美国港口被迫关闭)。7月，从英国借来的护航舰开始抵达。其中包括24艘反潜武装拖网渔船。1942年中期在美国海岸和加勒比海建立了联锁车队系统，导致这些地区的袭击大幅减少。由于加强了海岸护航系统，U型潜艇的注意力转移到了大西洋护航舰队上。对于盟军来说，情况是严重的，但在1942年的大部分时间里并不危急。

## 战斗重返大西洋中部（1942年7月-1943年2月）
随着美国在大西洋区域安排护航队，U型潜艇的损失迅速上升，邓尼茨意识到的U型潜艇最好在其它地方活动。1942年7月19日，他命令最后一批船只撤离美国的大西洋海岸。到7月底，他把注意力转回北大西洋，那里盟军的飞机无法提供掩护。在西部(包括大西洋)作战的潜艇的指挥中心也发生了变化，转移到了位于 昂热以东的毕尼霍尔城堡。总部由汉斯-鲁道夫·罗辛指挥。
足够的U型潜艇分布在大西洋两岸，可以让几个狼群攻击许多不同的护航路线。通常会有10到15艘船只在一到两波攻击中，白天跟随船队，在夜晚发动攻击。护航船队的损失迅速增加，1942年10月，56艘超过258,000吨的船只在格陵兰岛和冰岛之间的海域沉没。
U型潜艇的损失也在增加。1942年上半年，共有21艘商船沉没，比例不到40:1。在1942年的最后六个月里，有66艘商船被击沉，每10艘商船就有一艘被击沉，几乎相当于前两年的总和。

## 战役高潮（1943年3月至5月，“黑色五月”）
1943年3月10日，德国对潜艇的恩尼格玛密钥进行了改进，使盟军的密码破译员工作了9天。那个月共有了UGS 6、HX 228、SC 121、SC 122和HX 229护航舰队发生了战斗。共有一百二艘船只被击沉，82艘47.6万吨的船只在大西洋沉没，12艘U型潜艇被摧毁。
英国的供应情况如此糟糕，以至于有传言说无法继续战争，因为燃料的供应特别少。情况如此糟糕，以至于英国考虑完全放弃护航，但接下来的两个月，形势完全逆转。
在四月份，U型潜艇的损失增加，它们的破坏力显著下降。只有39艘23.5万吨的船只在大西洋沉没，15艘U型潜艇被摧毁。到了五月，狼群不再具有优势，那个月被称为黑色五月（1943年）。战斗的转折点是以慢速车队ONS 5(1943年4月至5月)为中心的。由43艘商船组成，由16艘战舰护航，遭到30艘U型潜艇的袭击。虽然损失了13艘商船，但有6艘U型潜艇被护航舰或盟军飞机击沉。尽管一场风暴驱散了船队，商人们还是到达了陆基空中掩护的地方，这使得邓尼茨取消了进攻。两周后，SC 130看到至少三艘U型潜艇被摧毁，至少一艘U型潜艇没有损失。面对灾难，邓尼茨取消了在北大西洋的行动，他说: “我们已经输掉了大西洋海战。”

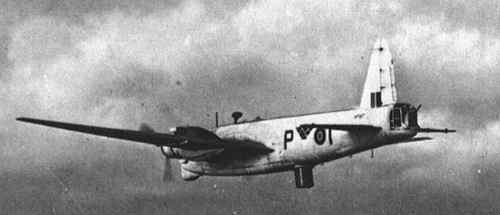
一架维克斯惠灵顿战斗机，下巴下装有ASV III雷达，腹部下装有Leigh灯

4月13日，英国皇家空军海岸司令部开始了第二次海湾进攻，采取了“疯狂行动”。75架远程飞机装备了新型中心测量ASV Mark III雷达，并配有P P I显示屏，在已知密度(通过谜解密)的U型潜艇运输区域巡逻。德国的metox雷达探测器只在公制波段工作，没有探测到新的离心雷达辐射。因此，许多U型潜艇受到了突然袭击。作为回应，邓尼茨命令他的U型潜艇留在水面上，与飞机决战。一些U型潜艇被改装为“高射炮艇”，配备了额外的以及新的高射炮，但是没有效果。5月，5艘U型潜艇被击沉，另外7艘被迫中止行动。
总共有43艘 U 型潜艇在5月被摧毁，其中34艘在大西洋被摧毁。这是德国潜艇部队总作战力量的25%。同一时期，盟军损失了58艘战舰，其中34艘(共计134,000吨)在大西洋。

## 南大西洋（1942年5月至1943年9月）

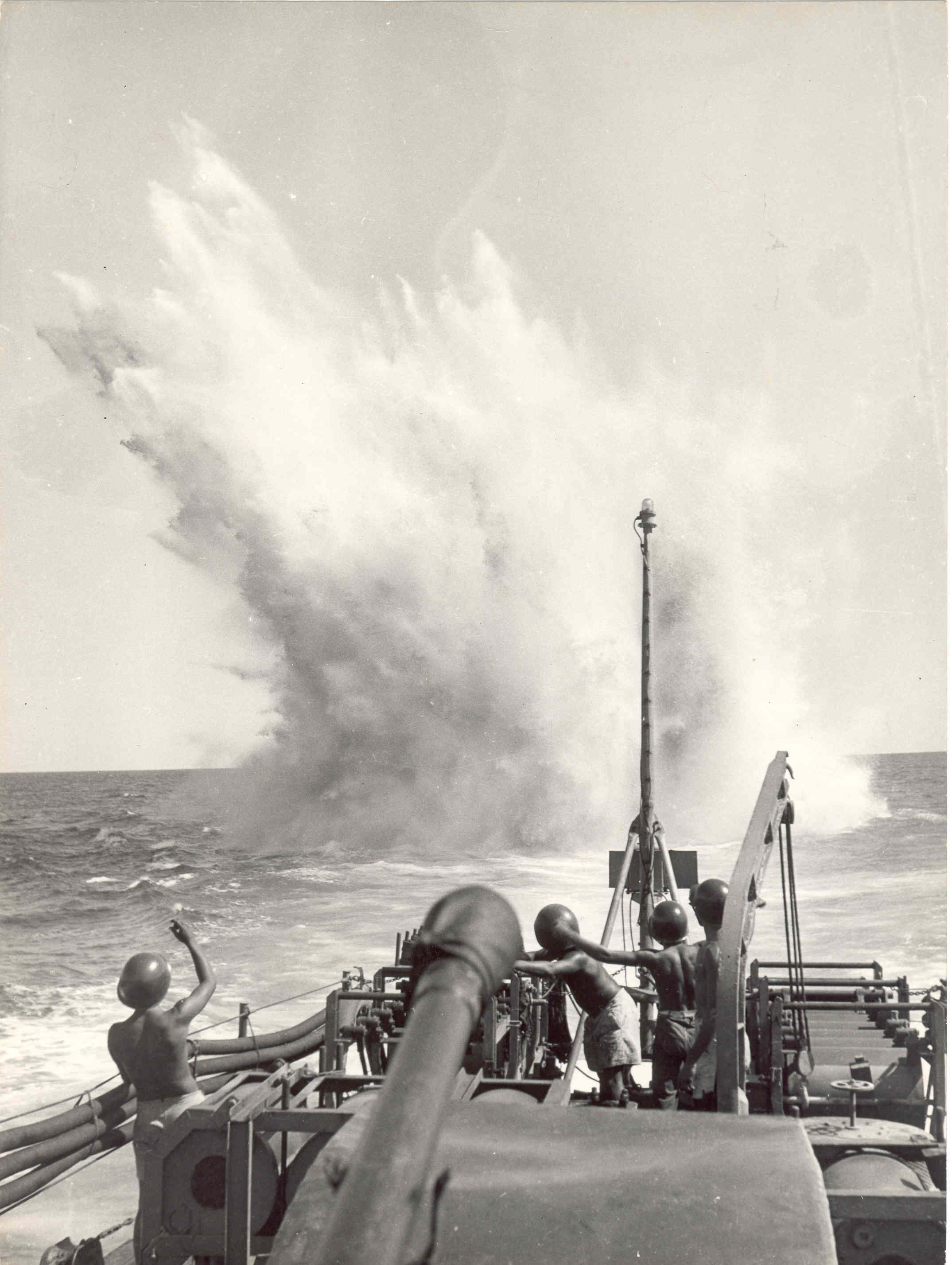
1944年，巴西海军在南大西洋执行反潜任务

尽管U型潜艇从1940年秋季开始在位于巴西和西非之间的大西洋海峡中心进行作战，但直到第二年才引起美国关注。这种威胁促使美国决定，在巴西沿海部署美国军队是有价值的。在与巴西外交部长奥斯瓦尔多·阿拉尼亚(代表独裁者热图利奥·瓦加斯)谈判后，协议于1941年下半年推出。
德国和意大利随后将潜艇攻击目标扩大到巴西船只，自1942年4月起在巴西水域活动。1942年5月22日，巴西航空队对意大利潜艇Barbarigo发动了第一次攻击(但没有成功)。1942年8月22日，在U-507对巴西沿海商船发动一系列攻击之后，巴西正式加入战争，为盟军在南大西洋的战略地位提供了重要作用。
虽然巴西海军规模较小，但拥有适用于沿海护航和飞机的现代化布雷装置，只需进行小规模改装即可适用于海上巡逻。在三年的战争中，巴西海军主要是在加勒比海和南大西洋地区活动，但也和美国合作，共护送了3167艘船只，614个护航队，总共1650万吨，损失0.1%。972名海员和平民乘客在被敌方潜艇袭击的32艘巴西商船上失踪。直到战役结束，美国和巴西的空军和海军一直紧密合作。例如1943年7月巴西和美国的协同行动击沉了德国U-199号潜艇。在巴西海域，另有十一艘轴心国潜艇在1943年1月至9月期间被击沉，包括一艘意大利潜艇和10艘德国潜艇。
到1943年秋，盟军在南大西洋的航运损失数量减少，轴心国潜艇的活动也日益减少。该地区的大多数剩余潜艇于1944年8月收到正式的撤退命令，盟军最后一艘商船于1945年3月10日在南大西洋被U-532潜艇击沉。

## 最后几年（1943年6月-1945年5月）
在打击北大西洋护航航线失败后，邓尼茨和希特勒认识到，迫切需要研制新一代的U型潜艇。曾有一个项目开发沃尔特U型潜艇，该潜艇具有革命性的过氧化氢不依赖空气推进系统，可以达到高水下速度，但是这个项目面临许多技术上的挑战，这些U型潜艇无法及时服役。取而代之的是决定修改这些设计，在这些设计中，新的推进系统被替换为更大的电池容量，用于传统的U型潜艇推进系统。由于设计已经准备就绪，德国希望通过大量生产预制部分的U型潜艇，这些新型的XXI級潛艇和XXIII級潛艇将在1944年夏天投入使用。与此同时，作为一种权宜之计，直到这种电动靴面世之前，现有的潜艇设计逐渐配备了通气管，这种通气管可以让潜艇在水下运行柴油发动机并为电池充电。
U型潜艇离开了北大西洋的护航航线，将目标转移到了位于中大西洋的美国-地中海护航船队上。盟军通过情报部门从这次行动中学到了东西，并且预计美国海军将以护航航母为中心向该地区下达三个任务组的命令。这些护航航空母舰保护护航船队，但不是其近距离护航的一部分，并被允许搜索和摧毁U型潜艇及其辅助U型潜艇油轮。虽然只损失了一艘船，但护航母击沉了17艘U型潜艇。在这次失败之后，邓尼茨在八月初停止了所有的狼群行动，直到U型潜艇可以升级为更好的武器和措施。
1943年9月，邓尼茨希望通过把狼群战术送回北大西洋护航航道来给予盟军突然袭击。这些U型潜艇装备有T5“藏王”声学鱼雷，更好的高射炮，一个新的“万泽”雷达探测器和“阿夫罗迪特”雷达诱饵。在他们的狼群战术的调整，他们被命令首先攻击护航舰队与他们的声学鱼雷，然后攻击商船。只有8艘船只和6艘战舰被击沉，己方损失了39艘U型潜艇，这是一个灾难性的损失。11月，邓尼茨终于意识到，在重型护航舰队的护送下，狼群袭击不再可行，于是解散了U型潜艇。

## 结果

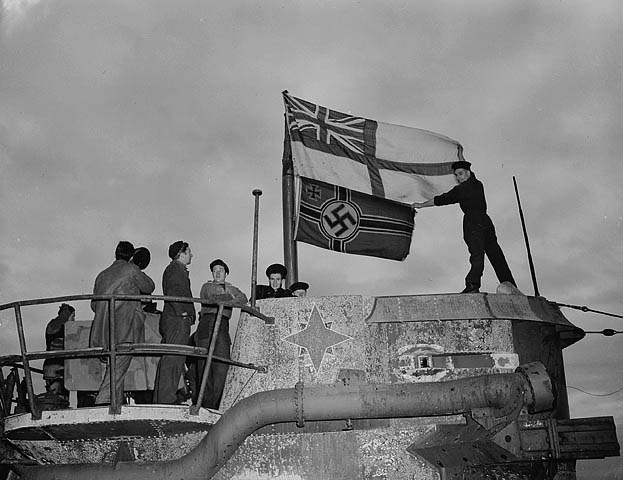
1945年，聖約翰斯 (紐芬蘭-拉布拉多)，水手们在俘获的U-190潜艇上方举起白船旗

德国未能阻止向英国输送战略物资。这一失败导致诺曼底登陆同盟国所需部队和物资的集结。德国潜艇的失败是盟军为确保德国战败积累军队和物资的必要前奏。
1939年至1945年，大约有72,200名同盟国海军和商船船员丧生。德国损失了大约30000名U型潜艇水兵，占U型潜艇舰队的四分之三。

## 商船海军

### 英国
第二次世界大战期间，全世界大约三分之一的商船属于英国。1939年至1945年，英国商船海军超过3万人死亡。超过2400艘英国船只被击沉。船员主要来自大英帝国，其中25%来自印度和中国，5%来自西印度群岛、中东和非洲。英国商船海军军官的制服与英国皇家海军的制服非常相似。普通水手没有制服，在英国休假时，他们有时会遭到平民的嘲弄和辱骂，因为平民误以为船员们在逃避应征入伍的爱国义务。为了应对这种情况，船员们被发放名为“MN”翻领徽章，表明他们在商船海军服役。
英国商船海军由私人航运公司的船只组成，例如英国油轮公司以及埃勒曼公司和银线公司。英国通过战争运输部(MoWT)也在战争期间建造了新的船只，被称为帝国船只。

### 美国
除了现有的商船队外，美国造船厂还建造了2710艘自由轮，总重达3850万吨，远远超过德国U型潜艇在战争期间击沉的1400万吨。

### 加拿大
英国间谍获得的有关德国航运活动的情报导致加拿大在宣战前两周征召了所有商船，加拿大皇家海军于1939年8月26日控制了所有航运。战争爆发时，加拿大拥有38艘远洋商船。到敌对行动结束时，加拿大已经建造了超过400艘货船。战争期间有超过70艘加拿大商船失踪，大约1500名船员丧生，包括8名妇女。
战争结束时，加拿大北大西洋总司令海军少将伦纳德·默里评论道: “……大西洋海战不是由任何国家的海军或空军赢得的，而是由英国和盟国商船海军的勇气、坚韧和决心赢得的。”

### 挪威
战前挪威拥有世界第四大规模的商船海军，也是最现代化的商船海军。德国和同盟国都认识到挪威商船海军的重要性，在1940年4月德国入侵挪威之后，双方都试图控制这些船只。挪威傀儡首领维德孔·吉斯林命令所有挪威船只驶往德国、意大利或中立港口，但他的命令被忽视了。所有的挪威船只都决定为盟军服务。挪威商船海军的船只被置于北方舰队的控制下，总部设在伦敦和纽约。
北方舰队的现代船只对盟军来说极其重要。战争期间，挪威油轮运送了将近三分之一运往英国的石油。记录显示，在此期间有694艘挪威船只沉没，占船队总数的47%。1945年战争结束时，挪威的商船队估计有3700多名挪威商船船员丧生。

## 评估
佩尔萨尔认为，在德国经济上与贫困的英格兰相同，但他们“未能利用”早期战争的成功。布莱尔和莱文等人不同意这种观点，莱文表示，这是“一种误解”，而且“很难说他们曾经接近”实现这一目标。
由于U型潜艇的成功，所以被用来掩饰海军的失败。这是因为大多数被U型潜艇击沉的船只不是在护航中，而是独自航行，或者已经与护航船队分离。
大西洋海战期间，英国的补给线从未中断过。即使在期间，护航船队也照常航行(即使有更重的护航船队)。总体来说，在大西洋海战期间，只有10%的跨大西洋船队遭到袭击，大约10%的船只失踪。二战期间所有往返不列颠群岛的船只中，99%以上都成功航行到目的地。
丹·范德瓦特认为，不像美国、加拿大和英国的其它领土受到海洋的保护，英国位于跨大西洋补给线的尽头，最接近德国。对于英国来说，这是一条生命线。1943年3月，以及一个月内发生的一系列重大护航战役，人们对护航系统的信心大打折扣，以至于英国考虑放弃护航，而没有意识到U型潜艇实际上已经被击败了。这些都是“过于悲观的威胁评估”，布莱尔总结道: “德国的U型潜艇部队从未接近赢得大西洋战役或导致大不列颠的崩溃。”

## 每月航运和U型船沉没

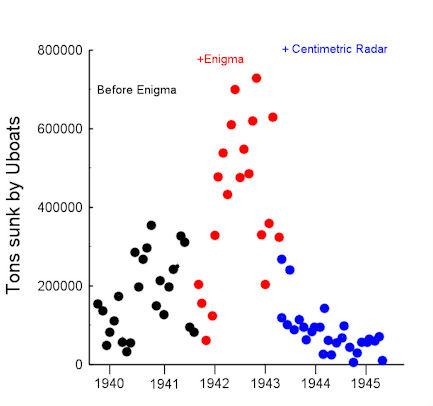
商船损失

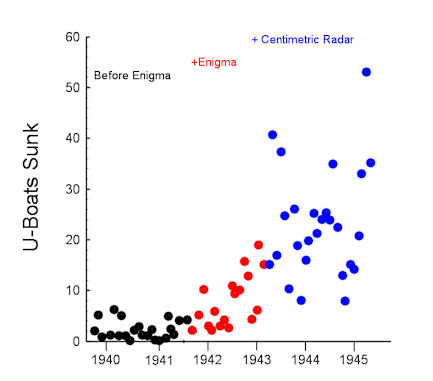
U型潜艇损失

历史学家对反制U型潜艇措施的相对重要性存在分歧。马克斯·黑斯廷斯表示，“仅在1941年，破译德国密码就拯救了150万至200万吨盟军船只，这将减少40%至53%的损失。”一位前U型潜艇指挥官和邓尼茨的女婿在战后为英国海军部撰写的一份基于德国档案的历史报告称，几次详细调查发现他们的行动是否受到密码破解的影响，结果都是否定的，他们的失败“……首先是由于敌方雷达的杰出发展……”数据的图表用颜色编码，将战斗分为三个时代——在恩尼格玛密码破解之前、破解之后和引入厘米雷达之后，厘米雷达可以揭示水面上的潜艇指挥塔，甚至探测潜望镜。显然，这种数据细分忽略了盟军在战争期间制定的许多其他防御措施，因此解释必须受到限制。密码破解本身并没有减少损失，损失继续不祥地上升。更多的U型潜艇被击沉，但可操作的数量增加了两倍多。改进后的雷达投入使用后，航运损失大幅下降，远低于战争初期的水平。盟军改进雷达的开发始于1940年，当时美国还没有参战，亨利·蒂泽德和阿奇博爾德·希爾获得了与美国分享英国秘密研究的许可，包括给他们带来一个能产生所需高频无线电波的多腔磁控管。各方都会同意黑斯廷斯的观点，即“……动员最优秀的平民大脑，并将其融入最高层的战争努力，是英国的一个杰出成功故事。”

## 大众文化

### 电影
- U-Boote Westwarts!（英语：U-Boote westwärts!），1941年宣传片

- 北大西洋行动（英语：Action in the North Atlantic），1943年美国战争电影讲述了美国商船海员（英语：United States Merchant Marine）与U型潜艇的战斗。

- 克尔维特 K-225（英语：Corvette K-225），1943年美国电影讲述关于加拿大皇家海军护航

- San Demetrio London（英语：San Demetrio London），1943年根据真实故事改编的电影，一艘油轮在被舍尔将军号装甲舰袭击后被船员打捞上来

- 西进（英语：Western Approaches (film)），讲述了商船船员在救生艇上的经历

- 残酷的海（英语：The Cruel Sea (1953 film)），讲述了一支英国皇家海军护卫队在战斗中的故事

- 下面的敌人（英语：The Enemy Below），1956年的电影讲述了一个美国驱逐舰舰长与一个U型潜艇舰长斗智斗勇的故事

- 擊沉俾斯麥號，1960年的一部关于寻找德国战舰的电影

- 從海底出擊，1981年关于一艘德国U型潜艇及其船员的德国电影

- U-571 (電影)，2000年的一部电影讲述了一艘U型潜艇被伪装的美国海军潜艇登上的故事

- 敌人之手（英语：In Enemy Hands (film)），美国水兵被俘虏在一艘U型潜艇上

- 怒海戰艦，2020年的一部电影讲述了一位美国指挥官保护一支护航队免受U型潜艇的袭击

- 司令官（英语：Comandante (2023 film)），2023年关于意大利潜艇司令官卡佩里尼击沉比利时船只卡巴洛的电影

### 策略游戏
- 潜艇，1976年阿瓦隆山战略游戏

- U型船，1976年遗产模型（英语：Heritage Models）微型战略游戏

- U型船，1959年阿瓦隆山战略游戏

- 狼群，1974年模拟出版物公司（英语：Simulations Publications, Inc.），纸牌策略游戏

- 海上战争，1975年阿瓦隆山战略游戏

### 电子游戏
- 深海王牌（英语：Aces of the Deep），1994年的潜艇模拟器视频游戏

- 寂静猎人2（英语：Silent Hunter II），寂静猎人系列第二部作品

- 驱逐舰指挥官，2002年海军模拟游戏

- 猎杀潜航III，2005年U型潜艇模拟游戏

- 猎杀潜航5：大西洋战役，2010年U型潜艇模拟器视频游戏

- UBOAT (电子游戏)，2024年U型潜艇模拟器视频游戏